# Kigoma (Schiff)
Die Kigoma war das letzte als Reichspostdampfer in Auftrag gegebene deutsche Schiff. Die Kigoma wurde nach zwei von Blohm & Voss gebauten Schwesterschiffen, General und Tabora, von der Reiherstieg-Werft in Hamburg 1914 für die Deutsche Ost-Afrika Linie (DOAL) fertiggestellt.
Sie wurde ab 1922 wieder unter deutscher Flagge von der Hamburg-Amerikanische Packetfahrt-Actien-Gesellschaft (HAPAG) als Toledo eingesetzt.

## Reichspostdampfer
Die Kigoma trat am 10. Mai 1914 ihre Jungfernfahrt auf der Hauptlinie der DOAL, dem sogenannten Rund-um-Afrika-Dienst, an. Auf dieser Linie, die abwechselnd Afrika in östlicher oder westlicher Richtung umfuhr, wurde sie mit den Schwesterschiffen Tabora und General, sowie der Prinzessin, der Admiral (1906/05), der Prinzregent, der Feldmarschall, der Bürgermeister (1903/02) und der Kronprinz (1900) der DOAL sowie der Gertrud Woermann, Adolph Woermann (Woermann-Linie) und Windhuk (1906, 1914) und der Rhenania (1904) der HAPAG eingesetzt.
Die DOAL verfügte insgesamt über 23 Schiffe mit 102.157 BRT. Im Passagierverkehr war sie in diesem Fahrtgebiet nach der britischen Union-Castle Line die Linie mit der zweitgrößten Passagierzahl.
Die Reise der Kigoma führte durch das Mittelmeer zuerst nach Deutsch-Ostafrika und dann über Kapstadt und durch den Atlantik zurück. Die auf der Heimreise befindliche Kigoma erhielt in der Biscaya die Nachricht von der internationalen Krise. Der Kapitän entschloss sich, die Fahrt um Großbritannien herum fortzusetzen und erreichte mit seinem Schiff Hamburg am 2. August 1914.

## Kriegs- und Nachkriegsverwendungen
Ab 1915 wurde die Kigoma in der Ostsee als Transporter eingesetzt.
Nach Kriegsende musste sie ausgeliefert werden und lief unter englischer Flagge für das alliierte Transporterkommando. Von Shaw, Savill & Albion Steamship Co. gemanagt, wurde sie zuerst in der Repatriierung deutscher Kriegsgefangener und dann zum Heimtransport neuseeländischer Soldaten eingesetzt.
1920 fuhr sie auf der Regierungslinie nach Indien.
1921 wurde sie von der Anchor Line, Glasgow, angekauft, in Algeria (II) umbenannt und machte ab dem 16. Februar 1921 sechzehn Fahrten nach New York.

## Wieder unter deutscher Flagge
Am 4. Dezember 1922 kaufte die HAPAG das Schiff und brachte es ab 18. Januar 1923 auf der Strecke nach Kuba und Mexiko nach Umbau mit Plätzen für 122 Passagiere der I. Klasse und 178 der II. Klasse als Toledo in Fahrt. Ab 1924 wurde dieser Dienst zusammen mit der Ozeanlinie von Schuldt abgewickelt. Die HAPAG setzte als zweites Schiff die aus den Niederlanden angekaufte Holsatia (7315 BRT, ~ 270 Kabinenplätze) ein. Die Ozeanlinie setzte ihre Schleswig-Holstein (2745 BRT), Nord-Schleswig (3369 BRT) für 30 Passagiere und die neuen Motorschiffe Rio Bravo und Rio Panuco für anfangs 88 Passagiere ein.
Ab Januar 1927 wurde sie unter der Deutschen Ost-Afrika-Linie wieder nach Afrika eingesetzt. Sie fuhr über Rotterdam, Southampton, Las Palmas de Gran Canaria, Walvis Bay, Lüderitz nach Kapstadt. 1930 stieg die Maschinenleistung durch Einbau von Abdampf-Turbinen auf 6000 PSi und die Geschwindigkeit auf 14 Knoten.
1932 wurde die Toledo aufgelegt und 1934 wurde sie zum Abbruch verkauft.